# Осада Нарвы (1590)
Осада Нарвы 1590 года — событие начального этапа русско-шведской войны 1590—1595 годов. Русское войско на период около трёх недель осадило шведскую крепость Нарва, не добившись её взятия, однако достигнув уступки шведами ряда городов и уездов.

## Предыстория
Война началась в январе 1590 года после истечения срока действия Плюсского перемирия. Россия поставила себе целью возвращение выхода к Балтийскому морю и крепостей, захваченных шведами на завершительном этапе Ливонской войны. Уже 26 января русский полк во главе с Андреем Трубецким и Иваном Салтыковым после краткой осады взял Ям, а несколько дней спустя воевода передового полка Дмитрий Хворостинин в битве под Ивангородом разбил 4-тысячное (по другим данным, 20-тысячное) шведское войско генерала Густава Банера. Сражение длилось почти полдня, после чего шведы были разбиты и бежали к Раковору, оставив русским все пушки и припасы. Заранее посланный отряд блокировал ещё занятое шведами Копорье. Таким образом, были обеспечены тылы основному войску, наступающему на Нарву.

## Ход осады
Русское войско подошло к Нарве 2 (12) февраля. Шведы оставили в городе гарнизон из всего лишь 1600 человек, тогда как остальные войска во избежание их блокады в Нарве были отправлены на охрану дороги на Ревель. Нарвский гарнизон, несмотря на свою немногочисленность, обладал большим количеством артиллерии и укрывался за мощными каменными стенами.
Готовясь к штурму, русские войска начали обстрел города из больших пушек («осадных нарядов»). В западной и северной стенах крепости Нарвы образовались большие проломы. 18 (28) февраля Фёдор Иоаннович повелел провести приступ, который был предпринят на следующий день со всех сторон. Русским ратникам удалось ворваться в проломы, а также подняться по лестницам на стены, однако удержаться там не удалось. Штурм пришлось прервать.
Чтобы шведский гарнизон не получил помощи извне, к Раковору был послан передовой полк во главе с Дмитрием Хворостининым, образующий заслон осадного войска. Хворостинин успешно справился с задачей, и находящиеся в Ревеле шведские войска так и не смогли прорваться к Нарве и деблокировать её. Главнокомандующий нарвским гарнизоном Горн в виду собственных невосполнимых потерь обратился с просьбой о перемирии. Однако начавшиеся переговоры не принесли результатов. Русские требовали возврата Нарвы, Ивангорода, Копорья и Корелы, а шведы, несогласные с этими требованиями, тянули время, чтобы заделать бреши в стенах. Безрезультатные переговоры то и дело чередовались обстрелом города и вновь возобновлялись. Шведы были готовы на некоторые уступки, однако к сдаче Нарвы готовы не были. Осадное войско со временем «поизстоялося», не хватало конских кормов, а лёд на реке Нарове стал тонким. Наконец, 25 февраля (7 марта) «ругодивский воевода Карл Индриков с товарищи приезжали в госудерву суконную избу [[..]], и записи договорные, что учинити перемирье на год, подписали».

## Последствия
По договорённости, русской стороне были переданы Ивангород и Копорье, а также уже занятая русскими крепость Ям. Шведский король Юхан III не пожелал смириться с территориальными потерями и в нарушение нарвского перемирия ещё в 1590 году осадил Ивангород, но был отбит. Также шведский король заключил военный союз с крымским ханом Газы-Гиреем, который летом 1591 года со 100-тысячной ордой подступил к Москве. Нападение крымского хана было успешно отражено.